# Turnen (Zeitschrift)
Turnen war die führende Turnzeitschrift der DDR.
Turnen war das Organ des Deutschen Turnverbandes im Deutschen Turn- und Sportbund der DDR bis zur Wiedervereinigung und der Einstellung der Zeitschrift im Jahr 1990. Anfangs hatte sie den Zusatz Organ des Deutschen Turn-Verbandes der DDR.
Das  Vorgängermagazin war Neues deutsches Turnen.